# بابیلون برلین
بابیلون برلین یک سریال جنایی آلمانی است که داستان آن در فاصله بین دو جنگ جهانی در برلین سال ۱۹۲۹ اتفاق می‌افتد. شخصیت اصلی داستان، کارگاه گرئون رات که از کلن به برلین آمده تا یک پرونده باج‌گیری که مربوط انتخابات شهرداری می‌شود را پیگیری کند.

## تولید
سازندگان این سریال تام تیکور، هنک هَندلوکتِن و آخیم فون بوریس هستند که همچنین فیلمنامه‌سریال توسط این تیم نوشته شده است.
کانال تلویزیونی اسکای این سری را تولید کرده پخش تلویزیونی آلمانی را ARD به عهده داشته است.
نتفلیکس حق توزیع آن را برای آمریکای شمالی و کانادا خریداری کرده و همچنین این سریال توسط نتفلیکس دوبله انگلیس شده است.
از این مجموعه به عنوان گران‌ترین سریال تلویزیونی تولید شده در آلمان و همچنین گران‌ترین سریال غیرانگلیسی‌زبان یاد می‌شود.
بودجه ابتدایی آن ۴۰ میلیون یورو بوده است که به دلیل هزینه‌های اضافی به ۵۵ میلیون یورو افزایش یافته است.